# Paolo Mandelli
Paolo Andrea Mandelli (Milano, 4 dicembre 1967) è un allenatore di calcio ed ex calciatore italiano, di ruolo attaccante, tecnico della squadra Primavera del Modena.

## Carriera

### Giocatore
Esordisce in prima squadra in Serie A nella stagione 1985-1986 nell'Inter. Dopo due apparizioni in Coppa Italia, nell'ottobre 1986 viene ceduto alla Lazio. Gioca in seguito nel Foggia (ancora 3 stagioni in Serie A), nella Sambenedettese, nel Monza, nel Modena e nel Sassuolo.

### Allenatore
Allenatore della formazione Primavera del Sassuolo, il 9 maggio 2011 subentra ad Angelo Gregucci alla guida della prima squadra. A stagione conclusa, dopo il raggiungimento del 16º posto, il 9 giugno viene sostituito da Fulvio Pea, proveniente dalla selezione Primavera dell'Inter, e torna a sedersi sulla panchina della formazione Primavera dei neroverdi.
Il 28 gennaio 2014 subentra all'esonerato Eusebio Di Francesco alla guida della prima squadra dirigendo gli allenamenti in attesa dell'ufficializzazione del sostituto dell'allenatore abruzzese. Tornato ad allenare la Primavera, il 29 marzo 2017 vince la finale del Torneo di Viareggio contro l'Empoli.
Nella stagione 2017-18, dopo che la società neroverde affida la formazione Primavera a Felice Tufano, passa alla guida degli Allievi Under-16. L’anno seguente passa ad allenare la Primavera del ChievoVerona.
Nel 2022 passa alla guida della formazione Primavera del Modena.
Nel 2023 si aggiudica la vittoria del Torneo Città di Vignola. Durante la stagione riesce ad ottenere il primo posto nel girone A, che garantisce la qualificazione alla finale promozione. Vittorioso nella finale promozione, ottiene la qualificazione al campionato di Primavera 2 e la qualificazione alla finale per il titolo di campione italiano tramite il Trofeo Dante Berretti. La sfida, giocata al Mirabello di Reggio Emilia vede i canarini vincitori contro l'Avellino.
Il 3 novembre 2024, mentre è alla guida della formazione Primavera, subentra ad interim all'esonerato Pierpaolo Bisoli sulla panchina del Modena che in quel momento si trova al penultimo posto con 11 punti dopo 12 turni. Dopo la vittoria per 2-0 contro la Carrarese, viene confermato alla guida della prima squadra.
Il 14 dicembre 2024, nel derby di campionato contro la Reggiana, i canarini s'impongono al Mapei per 1-0, tornano a vincere a Reggio Emilia dopo 75 anni
Dopo aver risollevato la squadra e averla portato a metà classifica, cala nello sprint finale, mancando l'accesso ai play off. Termina il campionato all'undicesimo posto con 45 punti.
Al termine del campionato, la società comunica che dalla stagione successiva tornerà a svolgere il ruolo di allenatore della squadra Primavera.

## Statistiche

### Statistiche da allenatore
Statistiche aggiornate al 13 maggio 2025.
| Stagione        | Squadra         | Campionato      | Campionato | Campionato | Campionato | Campionato | Coppe nazionali | Coppe nazionali | Coppe nazionali | Coppe nazionali | Coppe nazionali | Coppe continentali | Coppe continentali | Coppe continentali | Coppe continentali | Coppe continentali | Altre coppe | Altre coppe | Altre coppe | Altre coppe | Altre coppe | Totale | Totale | Totale | Totale | % Vittorie | Piazzamento     |
| Stagione        | Squadra         | Comp            | G          | V          | N          | P          | Comp            | G               | V               | N               | P               | Comp               | G                  | V                  | N                  | P                  | Comp        | G           | V           | N           | P           | G      | V      | N      | P      | %          | Piazzamento     |
| --------------- | --------------- | --------------- | ---------- | ---------- | ---------- | ---------- | --------------- | --------------- | --------------- | --------------- | --------------- | ------------------ | ------------------ | ------------------ | ------------------ | ------------------ | ----------- | ----------- | ----------- | ----------- | ----------- | ------ | ------ | ------ | ------ | ---------- | --------------- |
| mag.-giu. 2011  | Sassuolo        | B               | 3          | 2          | 0          | 1          | CI              | -               | -               | -               | -               | -                  | -                  | -                  | -                  | -                  | -           | -           | -           | -           | -           | 3      | 2      | 0      | 1      | 66,67      | Ad interim, 16º |
| nov. 2024-2025  | Modena          | B               | 26         | 8          | 10         | 8          | CI              | -               | -               | -               | -               | -                  | -                  | -                  | -                  | -                  | -           | -           | -           | -           | -           | 26     | 8      | 10     | 8      | 30,77      | Sub., 11º       |
| Totale carriera | Totale carriera | Totale carriera | 29         | 10         | 10         | 9          |                 | -               | -               | -               | -               |                    | -                  | -                  | -                  | -                  |             | -           | -           | -           | -           | 29     | 10     | 10     | 9      | 34,48      |                 |

## Palmarès

### Giocatore

#### Club

##### Competizioni nazionali
- Coppa Italia Serie C: 1

Monza: 1990-1991
- Campionato italiano Serie C1: 1

Modena: 2000-2001
- Supercoppa di Serie C1: 1

Modena: 2001

### Allenatore

#### Club

##### Competizioni giovanili
- Torneo di Viareggio: 1

Sassuolo: 2017
- Torneo Città di Vignola: 1

Modena: 2023
- Campionato Primavera 3: 1

Modena: 2023-2024 (girone A)
- Trofeo Dante Berretti: 1

Modena: 2024